# Rio Amur
O rio Amur (em russo:  Амур) é um grande curso de água que forma uma parte da fronteira entre a Rússia e a República Popular da China e no final do percurso entra inteiramente  em território russo. Forma uma bacia hidrográfica de 1 855 000 km² entre Rússia, República Popular da China e Mongólia.
É formado pela confluência do rio Shilka e do rio Argun. 